# Currie Cup Premier Division 2008
La Currie Cup Premier Division de 2008 fue la septuagésima edición del principal torneo de rugby provincial de Sudáfrica.
El campeón fue el equipo de Natal Sharks quienes obtuvieron su quinto campeonato.

## Sistema de disputa
El torneo se disputó en formato liga donde cada equipo se enfrentó a los equipos restantes, luego los mejores cuatro clasificados disputaron semifinales y final.

## Clasificación
| Pos. | Equipo              | Encuentros | Encuentros | Encuentros | Encuentros | Tantos | Tantos | Tantos | Puntos Bonus | Puntos |
| Pos. | Equipo              | PJ         | PG         | PE         | PP         | F      | C      | Dif    | PB           | Puntos |
| ---- | ------------------- | ---------- | ---------- | ---------- | ---------- | ------ | ------ | ------ | ------------ | ------ |
| 1.º  | Natal Sharks        | 14         | 12         | 0          | 2          | 450    | 243    | 207    | 9            | 57     |
| 2.º  | Blue Bulls          | 14         | 11         | 0          | 3          | 482    | 235    | 247    | 9            | 53     |
| 3.º  | Free State Cheetahs | 14         | 9          | 0          | 5          | 389    | 265    | 124    | 6            | 42     |
| 4.º  | Golden Lions        | 14         | 8          | 0          | 6          | 430    | 301    | 129    | 9            | 41     |
| 5.º  | Western Province    | 14         | 8          | 0          | 6          | 385    | 276    | 109    | 8            | 40     |
| 6.º  | Griquas             | 14         | 3          | 1          | 10         | 315    | 464    | -149   | 5            | 19     |
| 7.º  | Boland Cavaliers    | 14         | 2          | 1          | 11         | 253    | 528    | -275   | 4            | 14     |
| 8.º  | Falcons             | 14         | 2          | 0          | 12         | 293    | 685    | -392   | 6            | 14     |

|  | Semifinalistas. |
|  | Promoción.      |

### Semifinales
| 11 de octubre | Natal Sharks | 29 - 14 | Golden Lions | Kings Park Stadium, Durban |  |

| 17 de octubre | Blue Bulls | 31 - 19 | Free State Cheetahs | Loftus Versfeld, Pretoria |  |

### Final
| 25 de octubre | Natal Sharks | 14 - 9 | Blue Bulls | Kings Park Stadium, Durban |  |

| Bandera de Sudáfrica |
| Campeón Natal Sharks |
| Quinto título        |

## Promoción

### Grupo 1
| 17 de octubre | Boland Cavaliers | 54 - 15 | Griffons |  |  |

| 24 de octubre | Griffons | 42 - 50 | Boland Cavaliers |  |  |

- Los Cavaliers mantienen la categoría para la próxima temporada.

### Grupo 2
| 17 de octubre | Leopards | 29 - 24 | Falcons |  |  |

| 24 de octubre | Falcons | 27 - 19 | Leopards |  |  |

- Los Falcons manutienen la categoría para la próxima temporada.